# Borgia (Italia)
Borgia es un municipio sito en el territorio de la provincia de Catanzaro, en Calabria (Italia).

## Demografía
| Gráfica de evolución demográfica de Borgia entre 1861 y 2001 |
|                                                              |
| Fuente ISTAT - elaboración gráfica a cargo de Wikipedia      |

## Referente Histórico
El nombre de la familia Borgia ha sido tomado de este pueblo italiano, por el primero del linaje que llegó de España. Su nombre era Piere d`Àtary de la Casa, quien se convirtió en señor de la ciudad de Borgia, de su nombre original de sangre real aragonesa quedan registros cívicos y parroquiales al adoptar en 1152 el apellido Borgia